# Scafari
Scafari – wieś w Rumunii, w okręgu Vrancea, w gminie Vidra. W 2011 roku liczyła 371
mieszkańców.